# 小斎
小斎（しょうさい、ラテン語：abstinentia）は、カトリック教会および聖公会用語。
摂取できる食品の制限のことで、獣の肉や卵、乳製品の摂取を避ける教会の規定。1966年以降は獣の肉のみが対象となった。ただし、獣の肉とは恒温動物の肉のことを指す。また、動物脂肪を原料とする調味料としての使用は許されている。
1966年以前は、7歳以上を対象として、四旬節中の灰の水曜日、金曜日と土曜日、聖人の祝日の前日に大斎と合わせて適用された。 1966年以降は、教皇パウロ6世により、14歳以上を対象とし、大斎と合わせて灰の水曜日と聖金曜日に適用される。また、日本のカトリック教会では、四旬節以外も含めた年間の金曜日に各自の判断で適用することが司教団により勧められている。小斎を行う代わりに愛徳のわざ、信心業、節制のわざの実行に代えることもできるとしている。